# جرمایا کلمنس
جرمایا کلمنس (به انگلیسی: Jeremiah Clemens) سناتور سابق عضو حزب دموکرات ایالات متحده آمریکا بود. وی در سال ۱۸۴۹ تا ۱۸۵۳ میلادی سناتور ایالت آلاباما در سنای ایالات متحده آمریکا بود.